# 149 (numero)
Centoquarantanove (149) è il numero naturale dopo il 148 e prima del 150.

## Proprietà matematiche
- È un numero dispari.
- È un numero difettivo.
- È il trentacinquesimo numero primo (precede il 151 e segue il 139).
  - È un numero primo di Eisenstein.
- È un numero nontotiente.
- È un numero strettamente non palindromo.
- È parte delle terne pitagoriche (51, 140, 149), (149, 11100, 11101).
- È un numero omirp.
- È un numero congruente.

## Astronomia
- 149P/Mueller è una cometa periodica del sistema solare.
- 149 Medusa è un asteroide della fascia principale del sistema solare.
- NGC 149 è una galassia lenticolare della costellazione di Andromeda.

## Astronautica
- Cosmos 149 è un satellite artificiale russo.